# Moliets-et-Maa
Pour les articles homonymes, voir Maa.
Moliets-et-Maa [mɔljɛts e ma] est une commune de France située dans le département des Landes, en région Nouvelle-Aquitaine.
Le gentilé est Molietsois.

## Géographie

### Localisation
Commune située dans la forêt landaise sur la Côte d'Argent, en côte sud des Landes, en bordure de la départementale 652, à mi-distance de Mimizan et Bayonne. Cette commune est assez réputée pour son golf, sa plage, l'embouchure du Courant d'Huchet et ses villas en bord de mer.
Par l'autoroute A63: en venant de Bayonne, sortie 11 Magescq, Azur et Moliets-et-Maa. En venant de Bordeaux, sortie 12  Castets, Léon et Moliets-et-Maa.

### Communes limitrophes
Les communes limitrophes sont Léon, Messanges et Vielle-Saint-Girons.
|                  | Vielle-Saint-Girons |      |
| Océan Atlantique | Moliets-et-Maa      | Léon |
|                  | Messanges           |      |

### Climat
Pour des articles plus généraux, voir Climat de la Nouvelle-Aquitaine et Climat des Landes.
Historiquement, la commune est exposée à un climat océanique aquitain.  
En 2020, Météo-France publie une typologie des climats de la France métropolitaine dans laquelle la commune est exposée à un climat océanique et est dans la région climatique  Littoral charentais et aquitain, caractérisée par une pluviométrie élevée en automne et en hiver, un bon ensoleillement, des hiver doux (6,5 °C), soumis à la brise de mer.
Pour la période 1971-2000, la température annuelle moyenne est de 13,6 °C, avec une amplitude thermique annuelle de 13,3 °C. Le cumul annuel moyen de précipitations est de 1 274 mm, avec 13 jours de précipitations en janvier et 7,9 jours en juillet. Pour la période 1991-2020, la température moyenne annuelle observée sur la station météorologique la plus proche, située sur la commune de Soorts-Hossegor à 22 km à vol d'oiseau, est de 14,9 °C et le cumul annuel moyen de précipitations est de 1 181,8 mm,. Pour l'avenir, les paramètres climatiques de la commune estimés pour 2050 selon différents scénarios d’émission de gaz à effet de serre sont consultables sur un site dédié publié par Météo-France en novembre 2022.

## Urbanisme

### Typologie
Au 1er janvier 2024, Moliets-et-Maa est catégorisée commune rurale à habitat dispersé, selon la nouvelle grille communale de densité à sept niveaux définie par l'Insee en 2022.
Elle est située hors unité urbaine et hors attraction des villes,.
La commune, bordée par l'océan Atlantique, est également une commune littorale au sens de la loi du 3 janvier 1986, dite loi littoral. Des dispositions spécifiques d’urbanisme s’y appliquent dès lors afin de préserver les espaces naturels, les sites, les paysages et l’équilibre écologique du littoral, tel le principe d'inconstructibilité, en dehors des espaces urbanisés, sur la bande littorale des 100 mètres, ou plus si le plan local d’urbanisme le prévoit.

### Occupation des sols

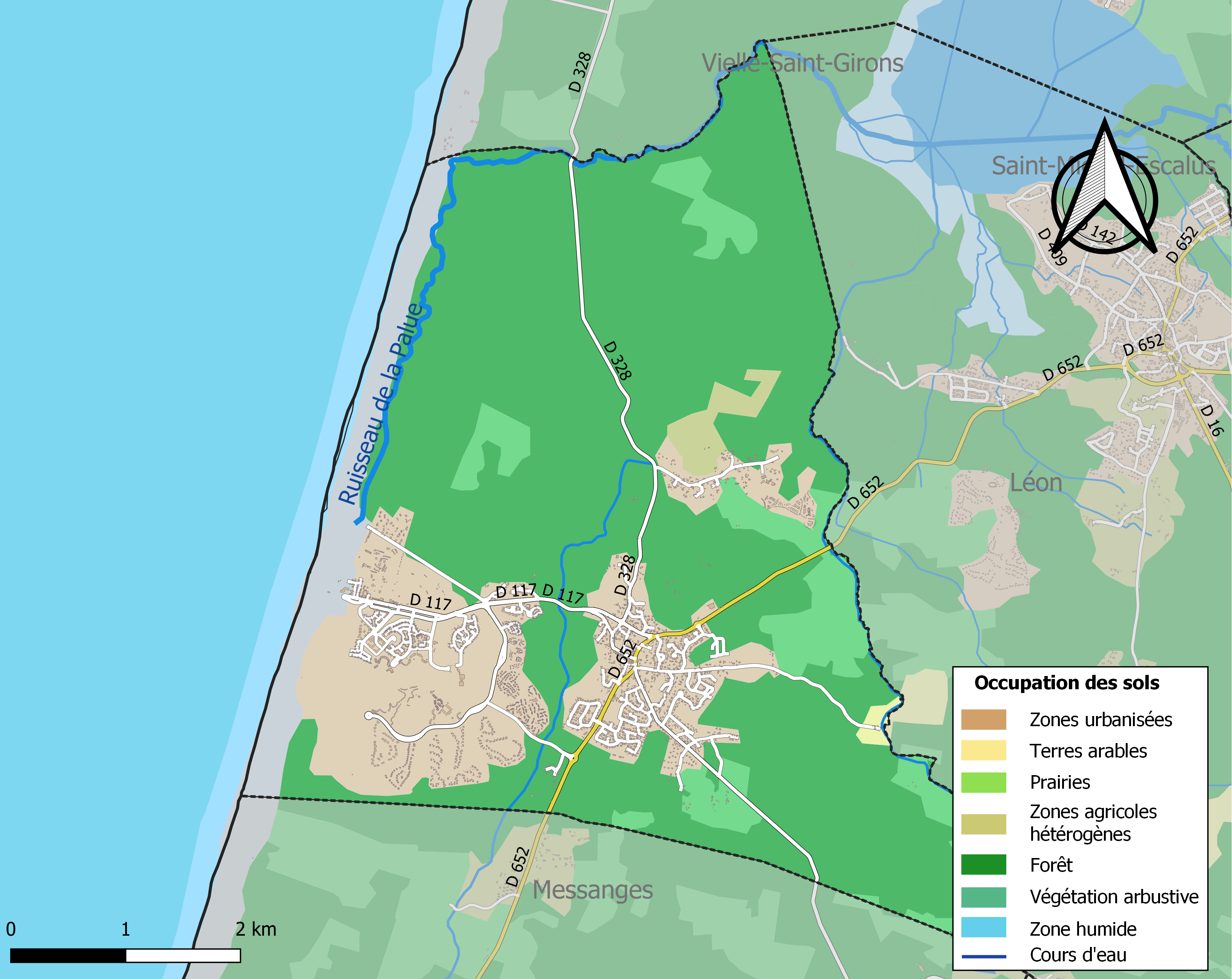
Carte des infrastructures et de l'occupation des sols de la commune en 2018 (CLC).

L'occupation des sols de la commune, telle qu'elle ressort de la base de données européenne d’occupation biophysique des sols Corine Land Cover (CLC), est marquée par l'importance des forêts et milieux semi-naturels (77,8 % en 2018), en diminution par rapport à 1990 (84,4 %). La répartition détaillée en 2018 est la suivante : forêts (65,8 %), zones urbanisées (13,2 %), milieux à végétation arbustive et/ou herbacée (8,1 %), espaces verts artificialisés, non agricoles (7,4 %), espaces ouverts, sans ou avec peu de végétation (4 %), zones agricoles hétérogènes (1,2 %), terres arables (0,3 %). L'évolution de l’occupation des sols de la commune et de ses infrastructures peut être observée sur les différentes représentations cartographiques du territoire : la carte de Cassini (XVIIIe siècle), la carte d'état-major (1820-1866) et les cartes ou photos aériennes de l'IGN pour la période actuelle (1950 à aujourd'hui).

## Toponymie
Son nom occitan gascon est Moliets e Mar, du nom des localités qui la constitue.
Le hameau de Maa est traditionnellement écrit avec un accent : Maâ. La commune est donc localement connue comme Moliets-et-Maâ, bien que cela diffère du code officiel géographique.

## Histoire
La commune est créée entre 1790 et 1794 par la fusion de Moliets et Maa.

## Héraldique
| Blason | Blasonnement : D'azur à la ligne de dunes d'or posée sur une terrasse de sinople sur un étang du champ mouvant de la pointe, au pin au naturel brochant, accosté, en chef, d'une croisette pattée cousue de gueules à dextre et d'une coquille aussi d'or à senestre |

## Politique et administration
| Période                                  | Période       | Identité            | Étiquette | Qualité                           |
| ---------------------------------------- | ------------- | ------------------- | --------- | --------------------------------- |
| 1989                                     | 1996          | Jean Peyresblanques |           | Médecin - écrivain                |
| 1996                                     | mars 2001     | Pierre Castagnet    |           | Retraité                          |
| mars 2001                                | mars 2014     | Anne-Marie Cancouët |           | Retraitée                         |
| mars 2014                                | décembre 2016 | Mireille Multeau    | DVG       | Aide médico-psychologique de nuit |
| décembre 2016                            | En cours      | Aline Marchand      |           |                                   |
| Les données manquantes sont à compléter. |               |                     |           |                                   |

## Démographie
| 1793 | 1800 | 1806 | 1821 | 1831 | 1836 | 1841 | 1846 | 1851 |
| ---- | ---- | ---- | ---- | ---- | ---- | ---- | ---- | ---- |
| 322  | 290  | 293  | 334  | 382  | 400  | 404  | 347  | 391  |

| 1856 | 1861 | 1866 | 1872 | 1876 | 1881 | 1886 | 1891 | 1896 |
| ---- | ---- | ---- | ---- | ---- | ---- | ---- | ---- | ---- |
| 405  | 436  | 469  | 455  | 457  | 438  | 380  | 404  | 358  |

| 1901 | 1906 | 1911 | 1921 | 1926 | 1931 | 1936 | 1946 | 1954 |
| ---- | ---- | ---- | ---- | ---- | ---- | ---- | ---- | ---- |
| 378  | 395  | 358  | 327  | 327  | 323  | 300  | 341  | 332  |

| 1962 | 1968 | 1975 | 1982 | 1990 | 1999 | 2006 | 2011  | 2016  |
| ---- | ---- | ---- | ---- | ---- | ---- | ---- | ----- | ----- |
| 321  | 315  | 328  | 347  | 420  | 609  | 815  | 1 024 | 1 162 |

| 2021  | 2022  | - | - | - | - | - | - | - |
| ----- | ----- | - | - | - | - | - | - | - |
| 1 264 | 1 303 | - | - | - | - | - | - | - |

## Économie
- Village club Pierre & Vacances

## Lieux et monuments
- Église Notre-Dame de Moliets

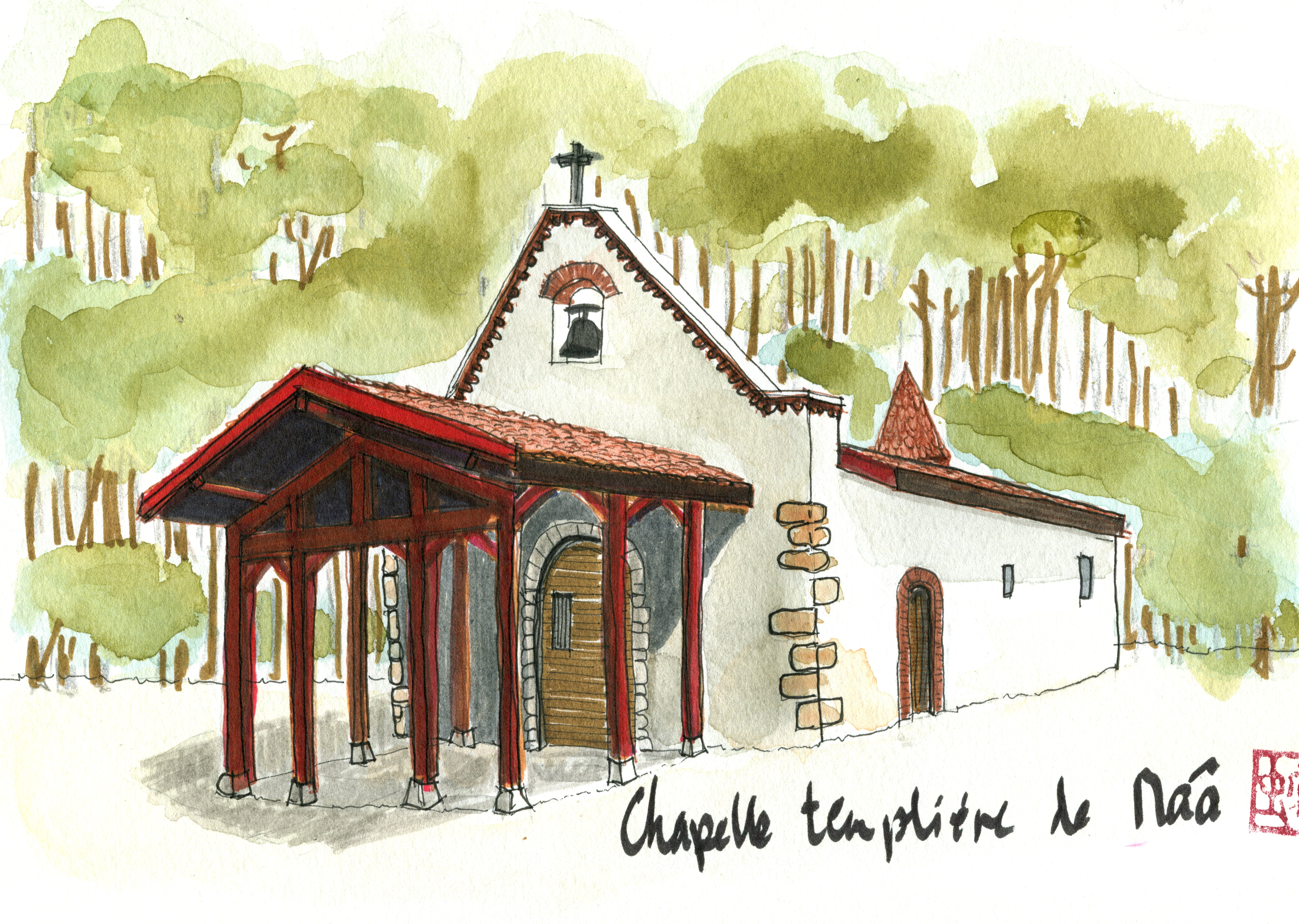
Aquarelle de la chapelle Saint-Laurent, à Maa.

- Église Saint-Fabien-Saint-Sébastien-et-Saint-Laurent, dite chapelle de Maa[26]
- Étang de Moliets
- Vignoble des sables de l’océan

## Vie locale
- Moliets est un  village de 1179 habitants (40 000 en été) typiquement landais au bord de l'océan Atlantique sur la côte sud des Landes.
- Moliets bénéficie d'un environnement forestier exceptionnel, des sentiers balisés sillonnent les 2140 hectares de forêt de pins et la réserve naturelle du Courant d'Huchet (618 hectares). Il faut découvrir cette forêt landaise et ses secrets cachés au détour des chemins : lavoirs, sources, chapelle de Maa : un petit patrimoine préservé.
- Deux plages : l'une surveillée de mai à fin septembre et l'autre surveillée en juillet et août, autorisent la pratique de diverses activités, principalement le surf, mais aussi le bodyboard, le cerf-volant, le beach-volley, le kitesurf ou plus simplement la baignade.
- Sur la plage principale, on peut admirer l'embouchure du Courant d'Huchet qui fluctue au rythme des marées et du temps. Un paysage toujours différent. En empruntant les sentiers qui longent l'embouchure du Courant d'Huchet, on pénètre dans la Réserve naturelle du Courant d'Huchet pour y découvrir une végétation luxuriante et tropicale. Surnommé « la petite Amazonie landaise », le Courant d'Huchet est l'un des plus grands trésors landais.

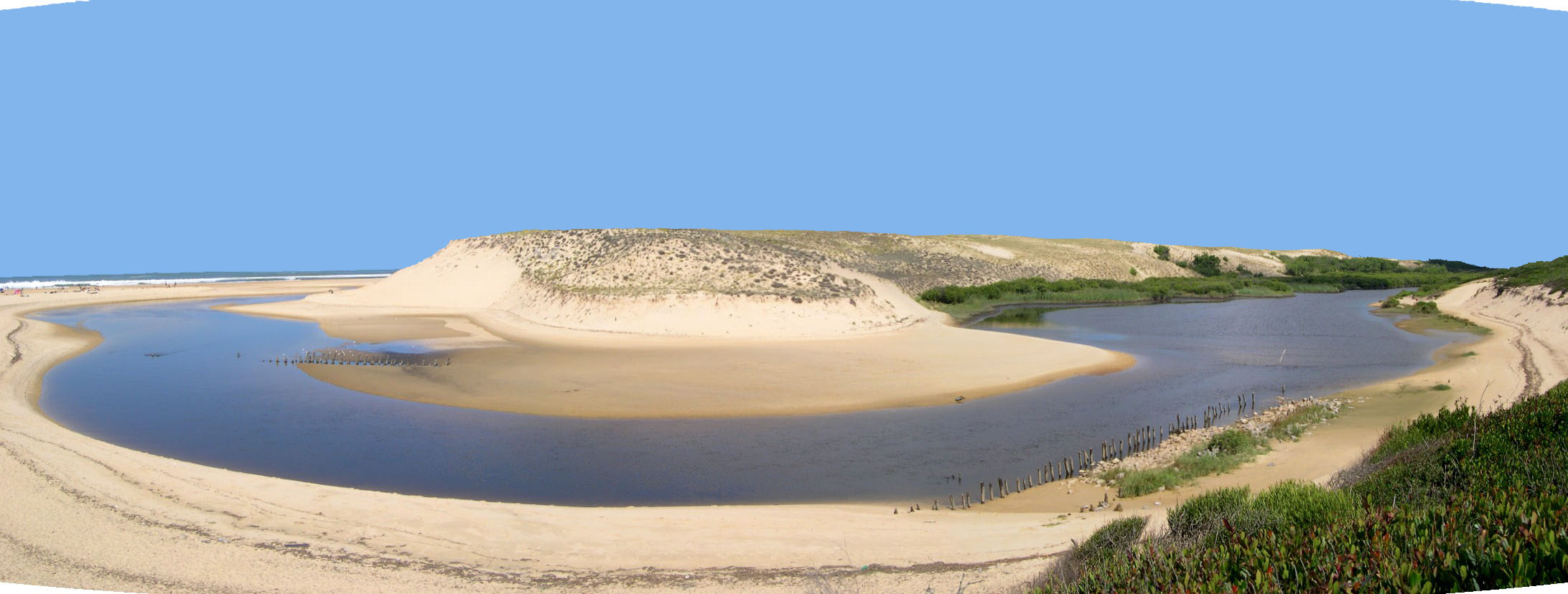
Moliets Plage : l'embouchure du Courant d'Huchet.

- Les étangs de Moliets et La Prade sont réservés aux pêcheurs et aux promeneurs.
- Des pistes cyclables desservent la commune, la vélodyssée traverse Moliets, le golf et les plages sont accessibles par un réseau de pistes cyclables sécurisées.
- Moliets possède aussi un golf avec deux parcours, un 18 trous et un 9 trous dessinés par l'architecte américain Robert Trent Jones ainsi que 16 courts de tennis (green set, gazon, terre battue) dont 4 sont couverts.

## Personnalités liées à la commune
- Maurice Martin, qui baptisa Côte d’Argent ce jusque-là sauvage tronçon du littoral atlantique de 230 km de long, résida à Moliets dans la rue qui porte son nom.